# Mabel's Stormy Love Affair
Mabel's Stormy Love Affair er en amerikansk stumfilm fra 1914 af Mabel Normand.

## Medvirkende
- Mabel Normand
- Hank McCoy